# Natascha den Ouden
Natasha den Ouden, née le 24 janvier 1973 à Galder, est une cycliste néerlandaise.

## Biographie
Entre 1989 et 1994, elle devient quatre fois championne des Pays-Bas de cyclo-cross, mais elle a également obtenu des podiums dans d'autres disciplines. Après le cyclisme, elle devient kinésithérapeute. 
Elle est mariée à l'ancien cycliste Servais Knaven. Ils se sont rencontrés aux championnats du monde de cyclisme sur piste juniors 1989 à Moscou. Leurs filles Britt, Senne, Mirre et Fee sont également cyclistes. Elles ont débuté au sein de l'équipe AG Insurance NXTG, l'équipe de développement de l'AG Insurance-Soudal dont Den Ouden est propriétaire et manager.

## Palmarès sur route
- 1992
  - 2e du championnat des Pays-Bas du contre-la-montre
- 1993
  - 3e du championnat des Pays-Bas du contre-la-montre
- 1994
  - 3e du championnat des Pays-Bas du contre-la-montre
- 1995
  - 3e du championnat des Pays-Bas du contre-la-montre

## Palmarès sur piste
- 1989
  -  Médaillée d'argent du championnat du monde de poursuite juniors
- 1990
  -  Championne des Pays-Bas de vitesse juniors
  -  Championne des Pays-Bas de poursuite juniors
- 1994
  - 2e du championnat des Pays-Bas de poursuite
  - 3e du championnat des Pays-Bas de course aux points

## Palmarès en cyclo-cross
- 1988
  - 2e du championnat de Pays-Bas
- 1989
  -  Championne de Pays-Bas
- 1990
  -  Championne de Pays-Bas
- 1991
  - 2e du championnat de Pays-Bas
- 1992
  -  Championne de Pays-Bas
- 1994
  -  Championne de Pays-Bas
- 1996
  - 2e du championnat de Pays-Bas
- 1997
  - 3e du championnat de Pays-Bas